# カレブ・オコリ
メメ・カレブ・オコリ（Memeh Caleb Okoli、2001年7月13日 - ）は、イタリア・ヴィチェンツァ出身のサッカー選手。レスター・シティFC所属。ポジションはDF。

## クラブ経歴
ナイジェリア人の両親の下、ヴィチェンツァに生まれ、生まれてすぐにドゥエヴィッレへ移住してそこで幼少期を過ごした。2016年にアタランタBCの下部組織へ入団し、2018-19シーズンからトップチームのトレーニングへ招集され始めた。
トップチームデビュー前の2020年9月25日、セリエBに所属していたS.P.A.L.へ1シーズンの契約でレンタル移籍をした。SPALではプロデビューやプロ初ゴールを経験し、プロ1シーズン目は公式戦19試合に出場した。
2021年7月12日、SPAL時代と同じくセリエBを舞台にしていたUSクレモネーゼへ2021-22シーズン終了までレンタル移籍をした。ファビオ・ペッキア監督によってCBのレギュラーに抜擢されると、リーグ戦27試合に出場してクラブのセリエA昇格に貢献した。
2023年9月1日、フロジノーネ・カルチョへ再びレンタル移籍することが決定した。
2024年7月9日、レスター・シティFCへ5年契約で移籍した。

## 代表経歴
2019年からイタリアの世代別代表に招集されている。2021年9月7日、U-21イタリア代表でデビューを果たし、モンテネグロ代表戦に先発出場し、1-0の勝利に貢献した。2024年9月に行われるUEFAネーションズリーグのフランス代表戦およびイスラエル代表戦に向けて、イタリアA代表に初招集された。